# Mouvement des porteurs d'eau
Le Mouvement des porteurs d’eau est mouvement destiné à la sauvegarde de l'eau et à en faciliter son accès dans le monde. Les Porteurs d'eau participent, localement, au mouvement mondial qui œuvre pour que l’eau ne soit plus une marchandise et que l’accès à l’eau devienne un droit universel.
Né au Canada, le mouvement s'est répandu dans plusieurs pays. En France, il est porté par France Libertés - Fondation Danielle-Mitterrand.

## Personnalités "Porteurs d'eau"
- Bertrand Delanoë, homme politique
- Agnès B, créatrice de mode
- Yann Arthus Bertrand, photographe
- Philippe Starck, créateur
- Dominique Issermann, photographe
- Yannick Noah, joueur de tennis et chanteur
- Laëtita Casta, actrice
- Nicolas Hulot, homme politique
- Manu Chao, chanteur
- Jane Birkin, actrice
- Titouan Lamazou, artiste et navigateur
- José Bové, homme politique
- Evo Morales, homme politique
- Le Dalaï-Lama
- Mikhaïl Gorbatchev
- Miguel Estrella, pianiste
- Malik Zidi, acteur
- Marianne Denicourt, actrice
- Marc Jolivet
- Jean-Marc Roirant
- Paulo Jobim
- Riccardo Petrella
- Sylvie Paquerot
- Milton Nascimento
- Emilio Molinari

## Collectivités "Porteurs d'eau"
- Paris
- Chambly
- Plaine Commune
- Libourne
- Conseil Général de Gironde
- Conseil Général du Val de Marne

## La Charte des Porteurs d'eau
1. L’eau n’est pas une marchandise, l’eau est un bien commun non seulement pour l’Humanité mais aussi pour le Vivant.
2. Afin de garantir la ressource pour les générations futures, nous avons le devoir de restituer l’eau à la nature dans sa pureté d’origine.
3. L’accès à l’eau est un droit humain fondamental qui ne peut être garanti que par une gestion publique, démocratique et transparente, inscrite dans la loi.